# Banco Etcheverría
Pour les articles homonymes, voir Etcheverria.
Banco Etcheverría est la plus vieille banque en Espagne. Elle a été fondée en 1717 à Betanzos, dans la province de La Corogne, par Juan Etcheverry, un homme d'affaires français installé en Galice et qui avait déjà créé une entreprise de tannage.
La famille hérita et continua d'assurer la gestion de la banque pendant plusieurs générations. Le nom d'origine, Etcheverry, fut changé en Etcheverría pour l'adapter à l'épellation espagnole. En 1964, la banque devint une société anonyme.
En 2014, elle a été absorbée par NCG Banco, alors renommée Abanca.